# Innovation Campus Lemgo

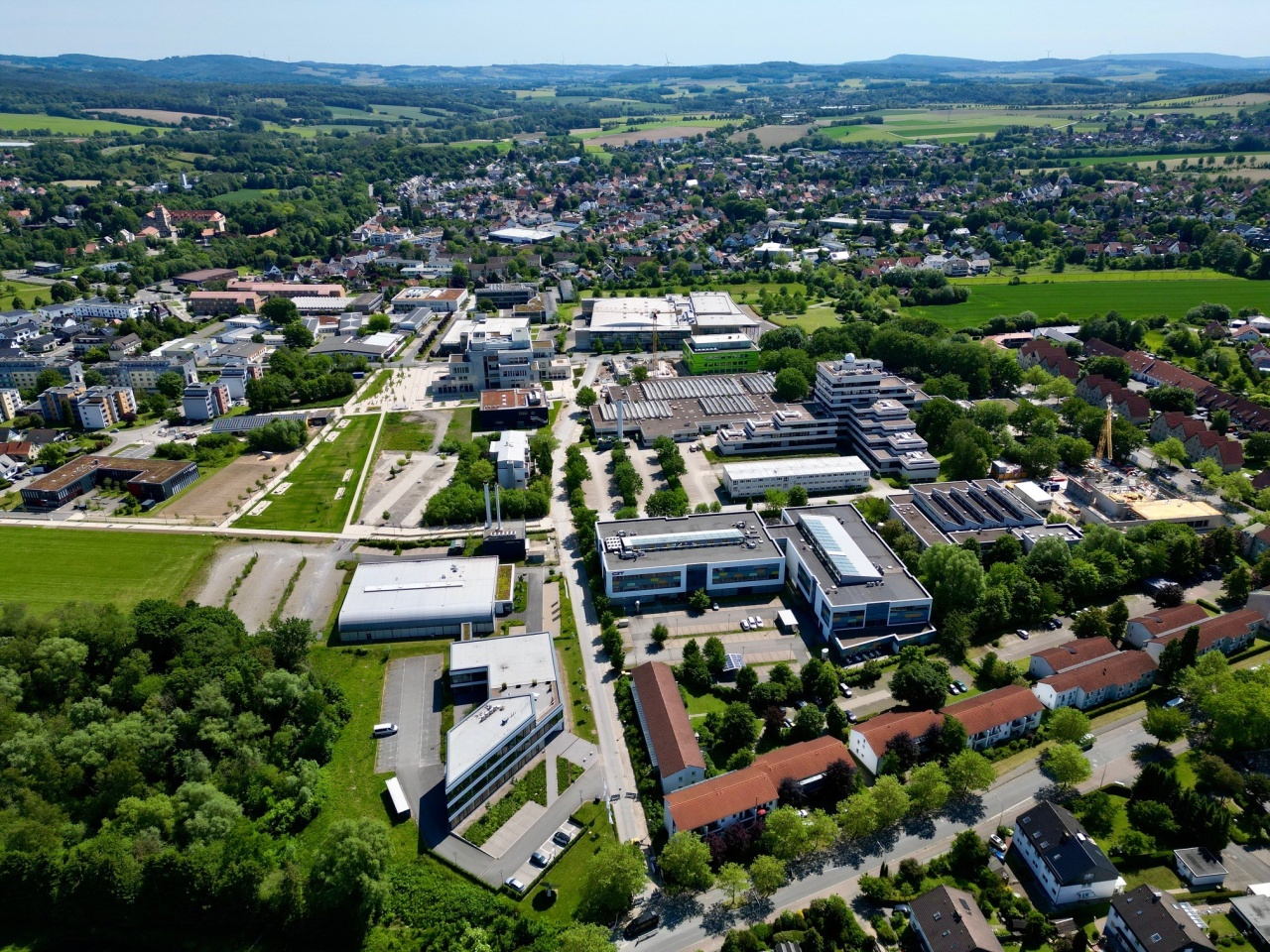
Der Innovation Campus Lemgo aus westlicher Richtung (Oktober 2023)

Der Innovation Campus Lemgo ist ein ca. 32 Hektar großes Quartier für die digitale Wirtschaft in Lemgo, Ostwestfalen-Lippe.

## Geschichte
2016 wurde die Entwicklung eines Bildungs- und Technologiecampus in Lemgo bekanntgegeben.
Am 26. Januar 2018 wurde mit dem Innovation Campus Lemgo e. V. die Gesellschaft für die Campusentwicklung gegründet. Zu den Gründungsmitglieder gehörten unter anderem die Technische Hochschule OWL, die Stadt Lemgo, der Kreis Lippe und das Fraunhofer IOSB-INA.
Den derzeitigen Vorstand des Innovation Campus Lemgo e. V. bilden Stefan Witte (TH OWL),  Jürgen Jasperneite (Fraunhofer-Gesellschaft), Dirk Menzel (Kreis Lippe) und Markus Baier (Alte Hansestadt Lemgo).

## Ziele
Mit dem Innovation Campus Lemgo wollten die Gründungsmitglieder ein zusammenhängendes Wissenschafts- und Bildungszentrum realisieren. Als zentrale Aufgaben führten sie die Ansiedlung weiterer Forschungseinrichtungen und Unternehmen, die Vernetzung der Akteure und die Aufwertung und Erweiterung der bisherigen Flächen an.

## Akteure
Zu den Einrichtungen auf dem Innovation Campus gehören die beiden Berufskollegs Lüttfeld und Hanse, das Fraunhofer IOSB-INA, die Technische Hochschule OWL, Forschungsinfrastrukturen wie die SmartFactoryOWL und die FoodFactoryOWL und Innovationszentren wie das Centrum Industrial IT (CIIT), in dem sich Unternehmen aus dem Bereich der Automation angesiedelt haben. Ebenfalls befindet sich mit der Lipperlandhalle eine Multifunktionshalle auf dem Campus.

## Fachliche Cluster
Der Innovation Campus Lemgo bildet Cluster mit Akteuren aus Wissenschaft und Industrie sowie entsprechenden Infrastrukturen. Die Cluster knüpfen an Forschungsbereiche der TH OWL an.
Die TH OWL gehört laut eigenen Angaben seit mehreren Jahren zu den zehn forschungsstärksten Hochschulen für angewandte Wissenschaften in Deutschland.
Das Fraunhofer-Institut für Optronik, Systemtechnik und Bildauswertung, Institutsteil für industrielle Automation (Fraunhofer IOSB-INA), ist gemeinsam mit der Technischen Hochschule Ostwestfalen-Lippe (TH OWL) einer der zentralen Forschungspartner des Innovation Campus Lemgo.

### Industrial Automation Technologies

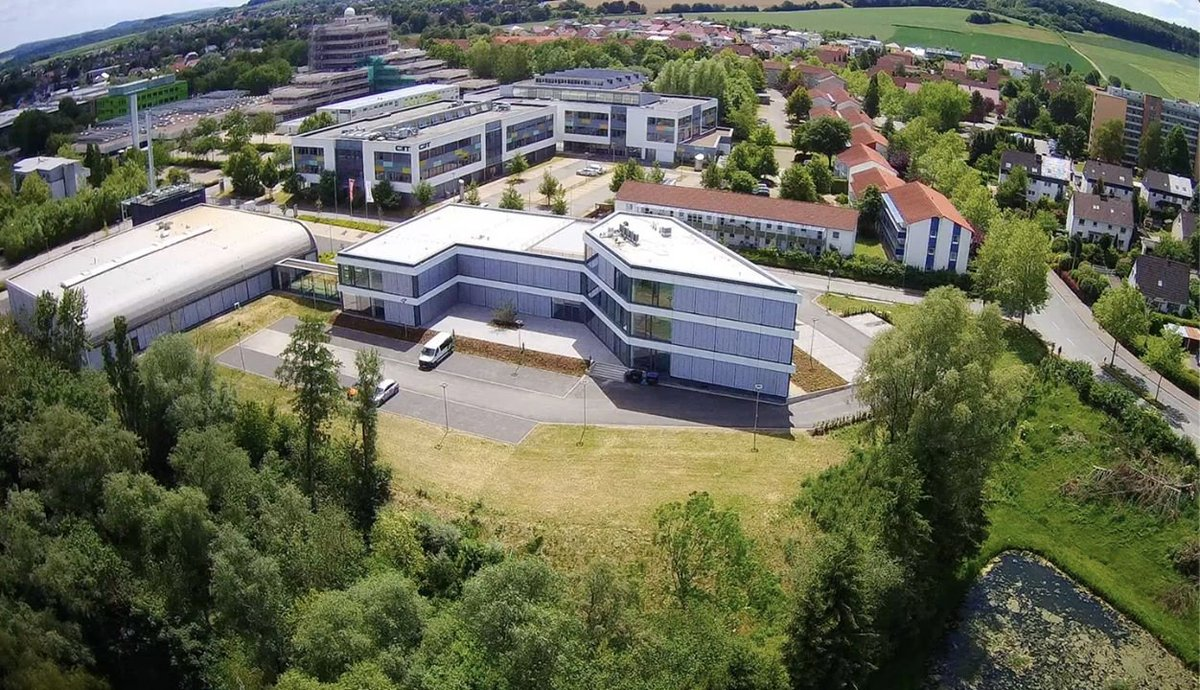
Fraunhofer IOSB-INA (Bildmitte), Centrum Industrial IT, SmartfactoryOWL und Institut für industrielle Informationstechnik bilden das Cluster „Intelligente Automation“ im Technologienetzwerk it’s OWL (2020)

Das Cluster bildet eines von drei Leistungszentren im Technologienetzwerk Intelligente Technische Systeme Ostwestfalen-Lippe (it’s OWL). Im September 2010 wurde mit der Eröffnung des Centrum Industrial IT (CIIT) die Grundlage für die Entwicklung des Innovation Campus gelegt. Hierzu gehören derzeit das Fraunhofer IOSB-INA, das Institut inIT der TH OWL, Phoenix Contact GmbH & Co. KG, Weidmüller Interface GmbH & Co. KG, KEB Automation KG, MSF Vathauer Antriebstechnik GmbH & Co KG, Emerson, OWITA, RT-Solutions, Stäubli, Hilscher Systemtechnik GmbH, Dirks Group und Novatio Solutions.
2016 wurde die SmartFactoryOWL als Forschungs- und Demonstrationsfabrik in Lemgo eröffnet. Sie wird vom Fraunhofer IOSB-INA und der TH OWL gemeinsam betrieben, um neue Industrie-4.0-Technologien wissenschaftlich zu begleiten, praktisch zu erproben und für den produzierenden Mittelstand erfahr- und nutzbar zu machen.
Im März 2020 bezog das Fraunhofer-Institut ein neues Instituts-Gebäude für 100 Wissenschaftler an der Campusallee 1.

### Food Technology
Mit smartFoodTechnologyOWL bildet die Technische Hochschule OWL mit Partnern aus der Wirtschaft und Wissenschaft seit 2016 einen Verband für Forschungsarbeiten im Lebensmittelbereich.

## Weitere Infrastrukturen

### InnovationSPIN – neue Campusmitte

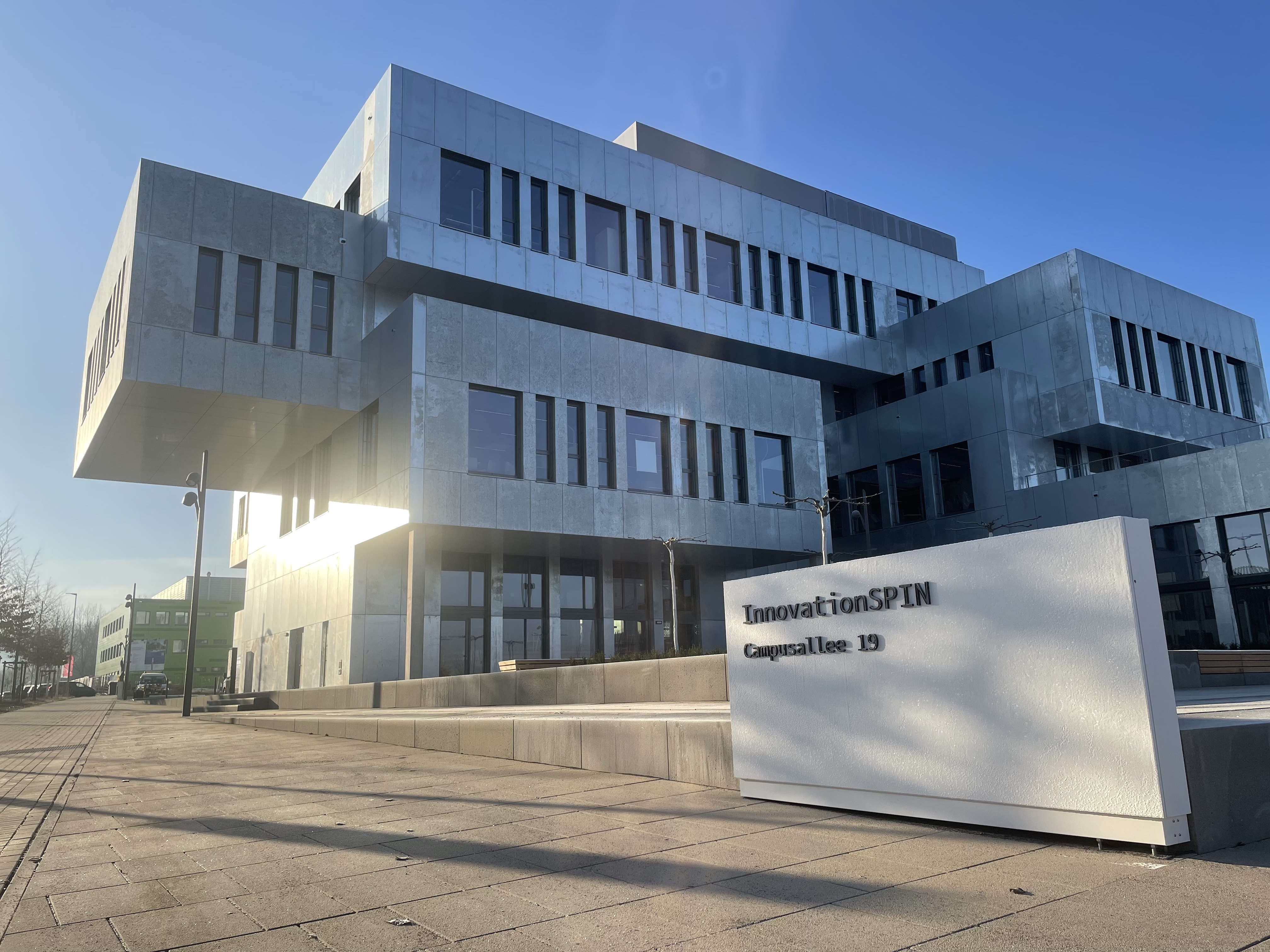
InnovationSpin bildet die neue Campusmitte (Dez. 2022)

2022 wurde auf Betreiben des Kreises Lippe, der Kreishandwerkerschaft Paderborn-Lippe und der Technischen Hochschule OWL die Neue Campusmitte fertiggestellt. Das hierzu gehörende 5000 m² große Gebäude heißt InnovationSPIN und dient laut der Projektträger als Begegnungsstätte von beruflicher, handwerklicher und akademischer Bildung.

### Veranstaltungslocation
Mit der Phoenix Contact Arena steht auf dem Campus eine Mehrzweckhalle zur Verfügung.

### Wohnen auf dem Campus
Auf dem Innovation Campus Lemgo bot der Landesverband Lippe zuerst über 300 Apartments in mehreren Studentenwohnheimen an. 2013 sind weitere Studentenwohnheime in privater Trägerschaft mit über 100 Apartments entstanden. 2018 wurden weitere 150 Apartments auf dem Campus errichtet.